# Национальное управление военно-космической разведки США
Национальное управление военно-космической разведки США (англ. National Reconnaissance Office, NRO) — разведывательная служба, отвечающая за программы космической разведки, в том числе создание спутников-шпионов, для всего Разведывательного сообщества США.

## История
Было основано 6 сентября 1961 года. При его создании объединились общие интересы ВВС, ВМС, сухопутных войск и ЦРУ в области разведки с помощью технических средств на высотных самолётах-разведчиках и космических аппаратах. К этому времени в эксплуатации уже находился первый спутник фоторазведки КН-2, запущенный в 1960 году, замаскированый под гражданский космический аппарат «Дискавери-1».
Подобно тому, как это было с созданным в 1952 году АНБ, само существование УНР длительное время держалось в секрете. Только начиная с 1971 года в американской прессе начали появляться отдельные публикации, в которых сообщалось о наличии в США космической спецслужбы. Официально же существование NRO было признано лишь 18 сентября 1992 года.

## Организационная структура
Возглавляющий NRO директор назначается на свою должность совместным решением директора ЦРУ и министра обороны. Однако по своему статусу он одновременно является и помощником министра ВВС по космическим системам и в этом качестве должен быть назначен президентом США и пройти утверждение Сенатом.
Как руководитель ведомства, входящего в структуру Министерства обороны, директор УНР подчинен непосредственно министру обороны. Однако разведывательные задачи и приоритетные направления сбора информации определяет директор ЦРУ. В оперативном же плане УНР подчиняется исполнительному директору ЦРУ.
Подобный сложный и запутанный статус Управления и его руководителя объясняется тем, что УНР является организацией межведомственного подчинения МО США и ЦРУ США. Его штат комплектуется за счет личного состава ЦРУ и МО США, согласно следующих квот: СВ США — 1 %, ВВС США — 45 %, ЦРУ США — 36 %, АНБ — 13 %, ВМС США — 5 %. Организационно-кадровая структура УНР также тесно переплетается со структурой других ведомств.
В своей деятельности NRO также тесно сотрудничает с Национальным агентством геопространственной разведки, ранее известным как Национальное управление видовой и картографической информации.
В руководство, кроме начальника управления, входят:
- первый заместитель начальника управления
- заместитель по административным вопросам
- заместитель по военным вопросам, отвечающий за взаимодействие с главными управлениями родов родов войск и другими военными ведомствами
- заместитель по гражданским вопросам, отвечающий за взаимодействие с ведомствами политической разведки и информирование политического руководства страны;
- заместитель по проектам и НИОКР

В секретариат начальника NRO входят:
- первый заместитель
- советник по правам военнослужащих
- инспектор управления по дисциплинарным вопросам
- советник по правовым вопросам
- советник по кадровым вопросам
- секретари и технический персонал

- Начальник штаба NRO; в возглавляемый им штаб входят:

- отдел военной контрразведки
- отдел внутренней безопасности
- отдел закупок
- отдел исторических исследований
- политический отдел
- протокольный отдел
- общий административный отдел
- отдел космических запусков

В структуру NRO входят четыре управления и три отдела:
- управление закупок и эксплуатации систем РЭР (англ. Signals Intelligence Acquisition and Operations Directorate).
- управление закупок и эксплуатации коммуникационных сетей (англ. Communications Systems Acquisition & Operations Directorate).
- управление закупок и эксплуатации систем видовой разведки (англ. Imagery Intelligence Systems Acquisition and Operations Directorate).
- управление опытных систем (англ. Advanced Systems and Technology Directorate).
- административный отдел (англ. Management Services and Operations Office): отвечает за централизованное обеспечение работы элементов УНР.
- оперативный отдел, отвечающий за технический контроль проводимых операций РТР и РЭР: запуск спутников, измерения, диагностика, надзор за информационными технологиями.
- информационный отдел, отвечающий за работу с потребителями добываемой NRO информации.